# Baeotis dryades
Baeotis dryades är en fjärilsart som beskrevs av Paul Dognin 1891. Baeotis dryades ingår i släktet Baeotis och familjen Riodinidae. Inga underarter finns listade i Catalogue of Life.